# أوسكار بونيك غارسيا
أوسكار بونيك غارسيا راميريز (بالإسبانية: Óscar Boniek García) (مواليد 4 سبتمبر 1984 في تيجوسي جالبا) لاعب كرة قدم هندوراسي يلعب حاليا لصالح نادي أوليمبيا الهندوراسي .

## روابط خارجية
- أوسكار بونيك غارسيا على موقع الاتحاد الدولي (مؤرشف)  (الإنجليزية)
- أوسكار بونيك غارسيا على موقع الدوري الأمريكي (الإنجليزية)
- أوسكار بونيك غارسيا على موقع إي إس بي إن إف سي (الإنجليزية)
- أوسكار بونيك غارسيا على موقع قاعدة بيانات كرة القدم.إي يو (الإنجليزية)
- أوسكار بونيك غارسيا على موقع ناشيونال فوتبول تيمز (الإنجليزية)
- أوسكار بونيك غارسيا على موقع Soccerway.com (الإنجليزية)
- أوسكار بونيك غارسيا على موقع عالم كرة القدم.نت (الإنجليزية)
- أوسكار بونيك غارسيا على موقع AS.com (الإسبانية)